# 七湖國家公園

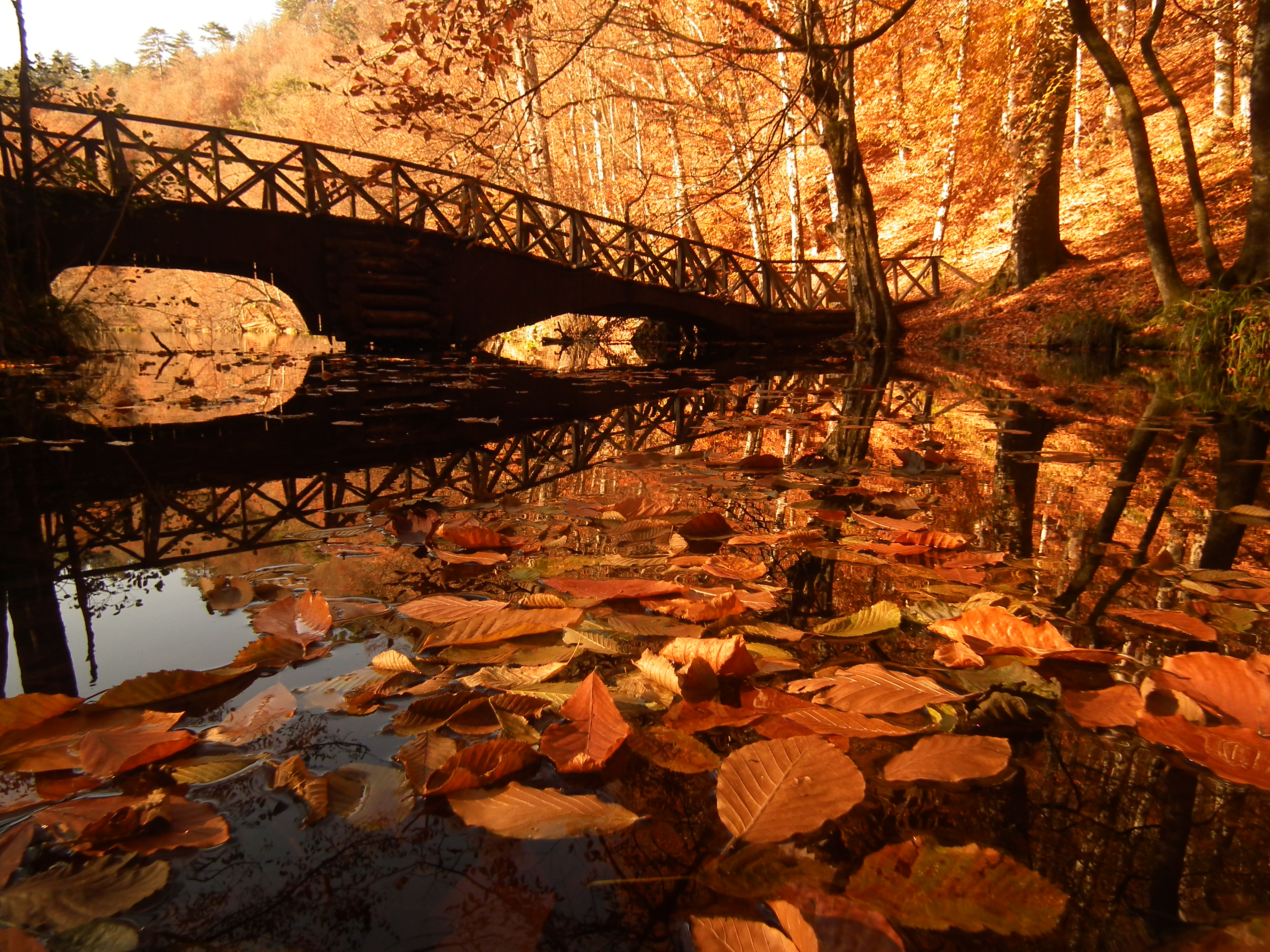

七湖國家公園（土耳其語：Yedigöller）,是土耳其的國家公園，位於該國北部的博盧省，距離首都安卡拉150公里，成立於1965年，面積16平方公里，每年平均降雨量997毫米。此国家公园被國際自然保護聯盟评为II级。此国家公园公園以山泥傾瀉形成的七個湖泊和豐富的植物而聞名。